# Adab (islam)
Il sostantivo arabo adab (in arabo أدب‎?), indica in linea di principio il patrimonio letterario, la cosiddetta letteratura di adab, moraleggiante e tradizionale della "buona consuetudine" che, già in epoca preislamica, aveva costituito il patrimonio avito di riferimento in campo sociale, religioso, giuridico, linguistico, filosofico e sapienziale, cui l'Arabo doveva doverosamente ispirarsi, visto che la sua trascuratezza e l'allontanamento da esso violava gravemente l'onore che si doveva al proprio gruppo di appartenenza, che era uno dei pilastri della muruwwa, la somma cioè delle virtù che rendevano l'uomo degno di questo nome.

## Descrizione
Da ciò scaturiva il significato di "educazione", "buone maniere", "etichetta", "raffinatezza", che sarà alla base, in età islamica, della letteratura di adab, necessaria per divulgare i criteri con cui il musulmano era chiamato teoricamente a una corretta gestione della vita sociale e a una sana e apprezzabile amministrazione della società sotto i più diversi aspetti, ivi compreso quello politico.
Come osservava Francesco Gabrieli, a partire dal II secolo del calendario islamico (VIII secolo), l'adab - il cui campo d'interesse era in modo preponderante costituito dalla conoscenza dell'antica epica araba (Ayyām al-ʿArab), delle genealogie del periodo preislamico (nasab) e dalla poesia araba della jāhiliyya - cominciò lentamente ad abbracciare anche elementi delle culture diverse da quella araba e islamica. Quindi quelle della Persia, dell'Ellenismo e dell'India.
Il maggior adīb (cultore dell'adab) nel III secolo E./IX secolo fu senz'altro al-Jāḥiẓ di Bassora che riempì i suoi lavori di riferimenti non solo poetici e letterari in genere, ma anche di detti gnomici e di proverbi, di riferimenti all'epica persiana e alle tradizioni indiane, alle favole, alla filosofia, all'etica e all'economia.